# Campionati italiani assoluti di scherma del 1944
I Campionati italiani assoluti di scherma del 1944 sono stati organizzati dalla Federazione Italiana Scherma e hanno visto trionfare nella sciabola Sergio Bevini, alla sua prima affermazione nella specialità.
Non si sono disputati i campionati italiani a squadre.

## Podi

### Uomini
| Specialità  | Oro           | Argento | Bronzo |
| Individuali |               |         |        |
| Sciabola    | Sergio Bevini | -       | -      |